# Stockholm Bell Telefonaktiebolag

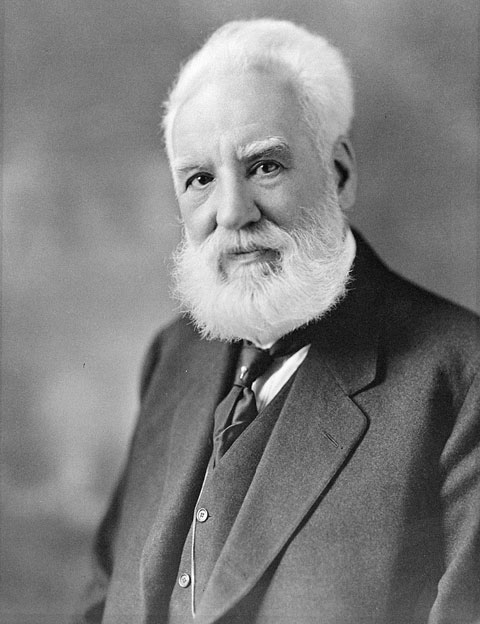
På bilden syns Alexander Graham Bell som gav bolaget sitt namn.

Stockholms Bell Telefonaktiebolag blev Sveriges första telefonbolag.  När Stockholm Bell Telefonaktiebolags station öppnades den 1 september 1880 var 121 abonnenter anslutna och antalet hade ökat till 218 vid årets slut.

## Historia

### Bakgrund
Bolaget grundades av tre telegrafkommissarier vid Stockholms telegrafstation vid namn Lybeck, Bratt och Recin. Alla tre var tidigare anställda vid Telegrafverket. Bolaget bildades efter att de hade skrivit till Telegrafstyrelsen och Överståthållareämbet och fått tillstånd att anlägga ett telefonnät i Stockholm. Ursprungligen skedde arbetet under företagsnamnet Stockholms Telefonförening.
Det nya bolaget Stockholms Bell Telefonaktiebolag bildades dock innan anläggningen var klar och var ett dotterbolag till The International Bell Telephone Company. Detta senare hade i sin tur grundats av Bellbolaget (Bell Telephone Company).

### Utveckling
En förutsättning för Stockholms Bell Telefonaktiebolags bildande var att de så kallade Bell-telefonerna kom till Sverige. De tillverkades i USA där de hade funnits sedan slutet av år 1877. Genom dem gick det för första gången att ringa till alla som hade en telefon som var ansluten till en telefonstation i Sverige. Från början var bolagets stationer bara öppna mellan klockan 09- och 22. Från och med maj 1883 var de dock öppna dygnet runt.
Kostnaden för ett obegränsat antal samtal var från början 160 kronor per år i Gamla stan, 240 kronor i innerstaden i övrigt och 280 kronor i de yttre delarna. Detta var inte dyrare än andra jämförbara bolag utomlands.
Även om Stockholm Bell Telefonaktiebolag var först ut blev konkurrensen snabbt hård. Ett år efter lanseringen kom Televerket in på marknaden, och tre år senare bildades Stockholms Allmänna Telefonaktiebolag (SAT). Genom sina låga avgifter kunde SAT växa snabbt. Samtidigt gjorde konkurrensen mellan SAT och Stockholm Bell Telefonaktiebolag att Stockholm år 1885 hade 5 000 telefonapparater. Detta var då fler än i någon annan stad i världen.

### Konkurrens och nedläggning
Stockholms Bell Telefonaktiebolag hade svårt att klara konkurrensen i längden, och de behövde snart börja sälja av anläggningar till Televerket. SAT hade även ett avtal med Ericsson som innebar att Ericsson inte fick sälja telefoner eller telefonutrustning till något annat telefonbolag i Stockholm. Stockholm Bell Telefonaktiebolag tvingades därför fortsätta importera sina produkter från utlandet.
År 1888 köpte SAT en aktiemajoritet i Stockholm Bell Telefonaktiebolag. Bolaget fick sedan inskränka verksamheten till Östermalm.
År 1908 upphörde bolaget slutligen helt med sin telefonverksamhet. Då hade de totalt 15 000 abonnenter. Tio år senare, år 1918, tog staten över det sista privata telefonbolaget och det svenska telefonmonopolet var ett faktum.

## Betydelse
Även om Stockholm Bell Telefonaktiebolag inte lyckades som eget företag bidrog man till att Stockholm under 1880- och 1890-talet utvecklades till en av Europas telefontätaste städer.